# Мистер Скеффингтон
«Мистер Скеффингтон» (англ. Mr. Skeffington) — кинофильм режиссёра Винсента Шермана, вышедший на экраны в 1944 году. Экранизация одноимённого романа Элизабет фон Арним. Лента была номинирована на премию «Оскар» в двух категориях — за лучшую женскую роль (Бетт Дэвис) и за лучшую мужскую роль второго плана (Клод Рейнс).

## Сюжет
Действие начинается в Нью-Йорке накануне Первой мировой войны. Красавица Фэнни Треллис — наследница известного аристократического рода и самая завидная невеста города. Её порог обивают многочисленные ухажёры и потенциальные женихи, однако она всем отказывает. Однажды, в день очередного званого ужина, в её доме появляется еврейский бизнесмен Джоб Скеффингтон и сообщает, что её брат Триппи совершил несколько мошеннических сделок и теперь должен крупную сумму денег. Желая спасти брата, Фэнни начинает флиртовать с мистером Сеффингтоном и через некоторое время соглашается выйти за того замуж. Триппи, не желая смириться с тем, что сестра пожертвовала своей свободой и счастьем ради него, отправляется в Европу, вступает в эскадрилью «Лафайет» и гибнет на фронте. Вскоре у Джоба и Фэнни рождается дочь. Однако женщина не желает отказываться от своего образа жизни и по-прежнему принимает многочисленных ухажёров, стремящихся «спасти» её от ненавистного брака. Мистер Скеффингтон вынужден смириться с таким отношением супруги, но лишь до тех пор, пока это не затрагивает судьбу их дочери. Получив развод и забрав дочь, он переселяется в Европу. В середине 1930-х годов Фэнни тяжело заболевает и теряет былую красоту. Теперь она никому не интересна, ей грозят годы одиночества, от чего её спасает внезапное появление бывшего мужа, которому требуются забота и уход.

## В ролях
- Бетт Дэвис — Фэнни Треллис Скеффингтон
- Клод Рейнс — Джоб Скеффингтон
- Уолтер Абель — Джордж Треллис, кузен Фэнни
- Ричард Уэринг — Триппи Треллис, брат Фэнни
- Джордж Кулурис — доктор Байлз
- Марджори Риордан — Фэнни Рейчел, дочь Фэнни и Джоба
- Роберт Шейн — Макмахон, местный гангстер
- Джон Александер — Джим Кондерлей, один из ухажёров Фэнни
- Джером Кауэн — Эдвард Моррисон, один из ухажёров Фэнни
- Питер Уитни — Честер Форбиш, один из ухажёров Фэнни
- Билл Кеннеди — Билл Тэтчер, один из ухажёров Фэнни
- Джонни Митчелл — Джонни Митчелл, молодой ухажёр Фэнни
- Дороти Петерсон — Мэнби, экономка Фэнни
- Хэлливел Гоббс — Сомс